# Henri-Alexandre Wallon
Henri-Alexandre Wallon (23 de dezembro de 1812 – 13 de novembro de 1904) foi um historiador e político francês.
Foi discípulo de Michelet e político de oposição ao Segundo Império. Deputado na Assembleia Constituinte, foi o autor da emenda conhecida como "emenda Wallon" que introduziu a palavra "república" na Constituição de 1875.
Wallon aparece como referência em uma carta de Machado de Assis para José Veríssimo, datada de 6 de julho de 1899, onde Machado de Assis agradece a Veríssimo pela informação de que dada citação ou tema era de autoria ou dizia respeito a Wallon, demonstrando ter sido este escritor francês como muitos outros literatos contemporâneos franceses lido pelos intelectuais brasileiros de fins do século XIX e início do XX.
Recebeu o Prêmio Gobert em 1860.